# Ботаніка (Кишинів)
Бота́ніка (рум. Botanica) — район міста Кишинева. Займає південно-західну частину міста. Населення — 172600 осіб (2014).
До району належать місто Синджера та село Бечой, а також місцевості та колишні населені пункти Фрумушика, Мунчешть, Галата, Фулгулешть і Малина Маре.

## Історія
Район отримав свою назву від колишнього казенного ботанічного саду при Садівничому училищі, заснованому в 1842 році. При цьому училищі було маленьке приміське поселення, заселене у 1840-х роках. Пізніше воно увійшло до складу Кишинева. Саме ж училище згодом було реорганізовано в Бессарабське училище виноробства (1890), Училище виноградарства (1929), Училище виноградарства і виноробства (1963). У секторі Ботаніка розташований і нинішній Ботанічний сад Академії Наук Республіки Молдова, заснований в 1973 році. У 1975 році він отримав статус НДІ.
Вулиця Старого до 1964 року називалася вулицею Виноробства і саме на ній і розташовувався Ботанічний сад.
Малоповерхова забудова переважала до кінця 1950-х років. З 1960 року тут почалося планове містобудування. Був створений великий житловий район. Перші 4, 5-поверхові будинки з'явилися по вулиці Н. Тітулеску (колишня Толбухіна). З 1966 року вулиця Мунчештська забудовувалася 9-поверховими великопанельними і монолітними будинками. В останні роки радянського режиму був побудований ряд 13- і 20-поверхових будинків.

## Вулиці
Головні магістралі сектора (в дужках вказані радянські назви):
- бульвар Дачія (проспект Миру),
- бульвар Дечебал (Тимошенко),
- бульвар Траян (Радянської Армії),
- бульвар Куза-Воде (Бєльського),
- вулиця Беребіста (І. Кодіци),
- вулиця Сармізеджетуса (Старого),
- вулиця Н . Тітулеску (Толбухіна),
- вулиця Індепенденцей (Возз'єднання),
- вулиця Нуферілор (Житомирська),
- вулиця Дімінецій (Зої Космодем'янської),
- вулиця Четатя Албе (Краснодонська) та інші.